# Choroba studentów medycyny
Choroba studentów medycyny (także choroba trzeciego roku) – stan występujący u studentów medycyny, którzy dostrzegają objawy chorób, o których się uczą. Wiąże się to z obawą o zapadnięcie na daną chorobę. Niektórzy badacze uważają, że choroba studentów medycyny jest nozofobią, a nie hipochondrią, ponieważ badania wykazują w tym przypadku niewielki procent zaburzeń o charakterze hipochondrycznym.